# Pseudochromis aldabraensis
Pseudochromis aldabraensis és un peix de la família Pseudochromidae.
És un peix marí popular i sol·licitat en aquariofília.

## Morfologia
És fusiforme i té color ataronjat, amb línies blaves de neó al dors, que li travessen la boca i l'ull fins a l'aleta caudal i dorsal. Arriba als 10 cm de llarg, en el cas dels mascles, que són una mica més grossos que les femelles. No presenten un dimorfisme sexual clar, només en grandària.

## Hàbitat i distribució
Es distribueix a l'oest de l'oceà Índic, des de les illes d'Aldabra, Seychelles, al golf d'Oman, el golf Pèrsic, Pakistan i Sri Lanka.
Viu en llacunes assolellades, esculls perifèrics i sòls rocosos. Sol aixoplugar-se ràpidament en coves i forats de roques dels esculls coral·lins. Es localitza entre 1 i 20 m de profunditat, i en un interval de temperatura d'entre 24 i 28 °C.

## Alimentació
En la natura es nodreix principalment de crustacis i diversos organismes bentònics.

## Reproducció
Són hermafrodites: un individu és capaç d'adoptar qualsevol sexe. Al contrari que ocorre amb altres espècies, si tenim una parella, el mascle serà l'exemplar més gros.
Són ovípars i de fertilització externa: produeixen ous que s'adhereixen a les roques, després el mascle els fertilitza i s'encarrega de mantenir-los oxigenats.

## Manteniment
Indicat per a aquari d'escull. Si se'n vol mantenir una parella se'ls ha d'introduir a l'aquari simultàniament. Cal evitar la convivència amb gambes o gambetes, perquè poden ser les seues preses. També pot atacar cucs tubulars. Així mateix, s'ha d'evitar la convivència amb espècies de peixos tímids o de coloració semblant, com Nemateleotris magnifica, perquè és molt territorial i agressiva.
Se li ha de proveir de zones amb corrents i ben oxigenades. També es dotarà l'aquari d'amagatalls i zones amb ombra.
La majoria dels espècimens en el comerç d'aquariofília són criats en captivitat, i solen estar habituats a alimentar-se amb mysiis i artèmia congelats.